# Marta Lo Deserto
Marta Lo Deserto (Pieve di Cadore, 30 de marzo de 2002) es una deportista italiana que compite en curling. Ganó una medalla de plata en el Campeonato Europeo de Curling Femenino de 2023.

## Palmarés internacional
| Campeonato Europeo | Campeonato Europeo     | Campeonato Europeo | Campeonato Europeo |
| Año                | Lugar                  | Medalla            | Prueba             |
| ------------------ | ---------------------- | ------------------ | ------------------ |
| 2023               | Aberdeen (Reino Unido) | Medalla de plata   | Equipo             |